# Port lotniczy Użhorod
Port lotniczy Użhorod (ukr. Міжнародний аеропорт Ужгород, ang. Uzhhorod International Airport, kod IATA: UDJ, ICAO: UKLU) – międzynarodowe lotnisko w Użhorodzie, na Ukrainie.

## Linie lotnicze i połączenia
Od 24 lutego 2022 r. wszystkie loty pasażerskie zostały zawieszone na czas nieokreślony. 
| Linia Lotnicza    | Kierunek          |
| ----------------- | ----------------- |
| Windrose Aviation | 1. Kijów-Boryspol |